# Shlomo Halevi Alkabetz
Shlomo HaLevi Alkabetz (Salónica, 1500 - Safed, 1576) (en hebreo: שלמה אלקבץ) fue un rabino, un cabalista, y un poeta, conocido por haber escrito la canción Lejá Dodí.

## Biografía
Alkabetz estudió la Torá con el Rabino Yosef Taitazak. En 1529, se casó con la hija de Isaac Cohen, un rico padre de familia que vivía en Salónica. Alkabetz le dio a su suegro una copia de su obra recientemente completada Manot HaLevi. Se instaló en Edirne, donde escribió Beit Hashem, Avotot Ahava, Ayelet Ahavim, y Brit HaLevi. Este último trabajo lo dedicó a sus admiradores en Edirne. Sus estudiantes incluyeron al Rabino Samuel Ozida, el autor del Midrash Shmuel sobre el tratado de Pirkei Avot, y el Rabino Abraham ben Mordejai Galante, autor del Yareach Yakar sobre el Zohar. Su círculo incluía a los rabinos Moshé Alshich y Joseph Caro, y a su cuñado el Rabino Moisés Cordovero.

## Estancia en Safed
Siguiendo la práctica descrita en el Zohar de recitar pasajes bíblicos conocidos como Tikun durante la noche de Shavuot, el Rabino Shlomo, y el Rabino Joseph Caro, permanecieron despiertos toda la noche leyendo. Durante la recitación de los textos requeridos, el Rabino Caro tuvo una experiencia mística: la Shejiná apareció en forma de Maguid, alabando al círculo, y diciéndoles que se mudaran a la Tierra de Israel. Cuando se quedaron de nuevo, durante la segunda noche de Shavuot, la Shejiná se mostró inflexible sobre su traslado a Eretz Israel. En 1535, el Rabino Alkabetz se instaló en la ciudad de Safed, que en aquella época formaba parte del Imperio Otomano.

## Pensamiento
Sus obras escritas en Edirne se centran en la santidad del Pueblo de Israel, la Tierra de Israel, y la importancia de las mitzvot. Alkabetz acepta la tradición de que Ester estaba casada con Mardoqueo, antes de ser llevada al palacio del rey Asuero y convertirse en reina, e incluso continuó su relación con Mardoqueo después de ocupar su puesto real. La visión del Midrash articulada por Alkabetz, y por los otros miembros de la escuela del Rabino Joseph Taitatsak, representa una extensión de la autoridad de la halajá y los midrashim, y lleva a la santificación y canonización de la hagadá y la narrativa bíblica.

## Obras literarias

### Obras impresas
- Ayalet Ahavim (completado en 1532, publicado en 1552) sobre el Cantar de los Cantares.
- Brit HaLevi (publicado en 1563), es un comentario cabalístico sobre la Hagadá de Pésaj.
- Lejá Dodí (publicada en 1579), un himno místico cantado para inaugurar el Shabat.
- Manot HaLevi (completado en 1529, publicado en 1585) trata sobre el Libro de Ester.
- Or Tzadikim, un libro de sermones.
- Shoresh Yishai (completado en 1552, publicado en 1561) sobre el Libro de Rut.

### Obras manuscritas
- Apirion Shlomo, Beit Hashem, Beit Tefilá: interpretación de las oraciones.
- Divrei Shlomo: trata sobre los Escritos.
- Lejem Shlomo: trata sobre la santificación de los alimentos.
- Mitato shel Shlomo: trata sobre el significado místico de las relaciones sexuales.
- Naim Zemirot: trata sobre los Salmos.
- Pitzei Ohev: trata sobre el Libro de Job.
- Shomer Emunim: trata sobre los 13 principios fundamentales del judaísmo.
- Sukkat Shalom, Avotot Ahavah: trata sobre la Torá.